# Риккенбах (Золотурн)
Риккенбах (нем. Rickenbach SO) — коммуна в Швейцарии, в кантоне Золотурн. 
Входит в состав округа Ольтен. Население составляет 922 человека (на 31 декабря 2007 года). Официальный код — 2582.

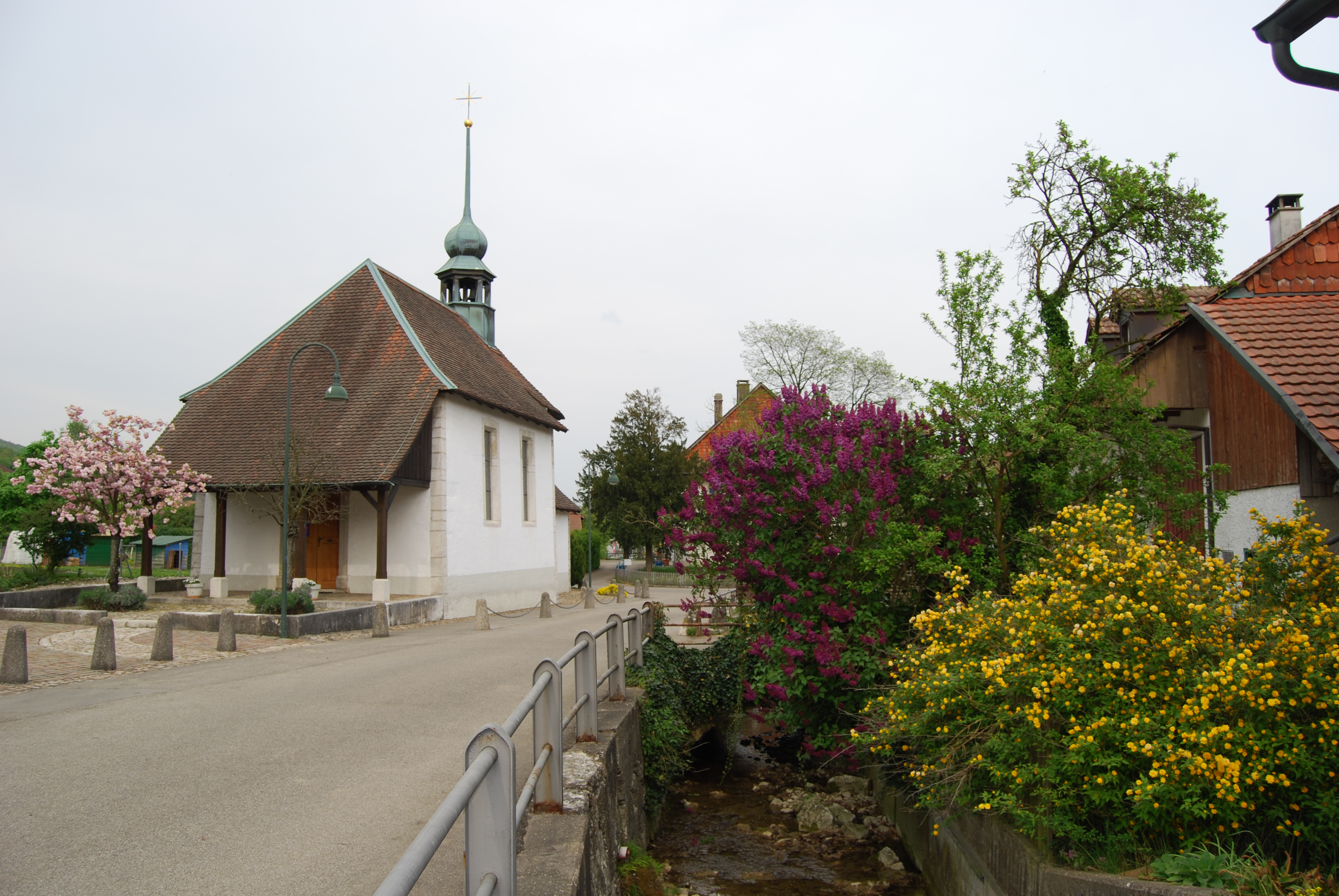
Риккенбах (Золотурн)